# Cup of Nations 2015
La Cup of Nations del 2015 fue la tercera edición del torneo de rugby y la primera vez que se celebra en Hong Kong por lo que también fue conocida como Hong Kong Cup of Nations 2015. El torneo se disputó en noviembre entre 4 países y la organización estuvo a cargo de la unión de ese país y contó con el apoyo de la World Rugby. Los 6 partidos se disputaron en el Estadio del Club de Fútbol Hong Kong.

## Equipos participantes
- Selección de rugby de Hong Kong (Dragones)
- Selección de rugby de Portugal (Los Lobos)
- Selección de rugby de Rusia (Los Osos)
- Selección de rugby de Zimbabue (Sables)

## Posiciones
| Pos. | Equipo    | Encuentros | Encuentros | Encuentros | Encuentros | Tantos  | Tantos    | Tantos     | Puntos Bonus | Puntos Totales |
| Pos. | Equipo    | jugados    | ganados    | empatados  | perdidos   | a favor | en contra | diferencia | Puntos Bonus | Puntos Totales |
| ---- | --------- | ---------- | ---------- | ---------- | ---------- | ------- | --------- | ---------- | ------------ | -------------- |
| 1    | Rusia     | 3          | 3          | 0          | 0          | 104     | 29        | + 75       | 1            | 13             |
| 2    | Hong Kong | 3          | 2          | 0          | 1          | 55      | 48        | + 7        | 1            | 9              |
| 3    | Portugal  | 3          | 1          | 0          | 2          | 54      | 47        | + 7        | 1            | 5              |
| 4    | Zimbabue  | 3          | 0          | 0          | 3          | 27      | 116       | - 89       | 0            | 0              |

Nota: Se otorgan 4 puntos al equipo que gane un partido y 2 al que empate
Puntos Bonus: 1 punto por convertir 4 tries o más en un partido y 1 al equipo que pierda por no más de 7 tantos de diferencia

## Resultados

### Primera fecha
| 13 de noviembre | Portugal | 12 - 23 | Rusia |  |  |
|                 |          | Reporte |       |  |  |

| 13 de noviembre | Hong Kong | 30 - 11 | Zimbabue |  |  |
|                 |           | Reporte |          |  |  |

### Segunda fecha
| 17 de noviembre | Zimbabue | 5 - 50  | Rusia |  |  |
|                 |          | Reporte |       |  |  |

| 17 de noviembre | Hong Kong | 13 - 6  | Portugal |  |  |
|                 |           | Reporte |          |  |  |

### Tercera fecha[4]
| 21 de noviembre | Portugal | 36 - 11 | Zimbabue |  |  |
|                 |          | Reporte |          |  |  |

| 21 de noviembre | Hong Kong | 12 - 31 | Rusia |  |  |
|                 |           | Reporte |       |  |  |

| Bandera de Rusia |
| Campeón Rusia    |
| Primer título    |